# 场所码

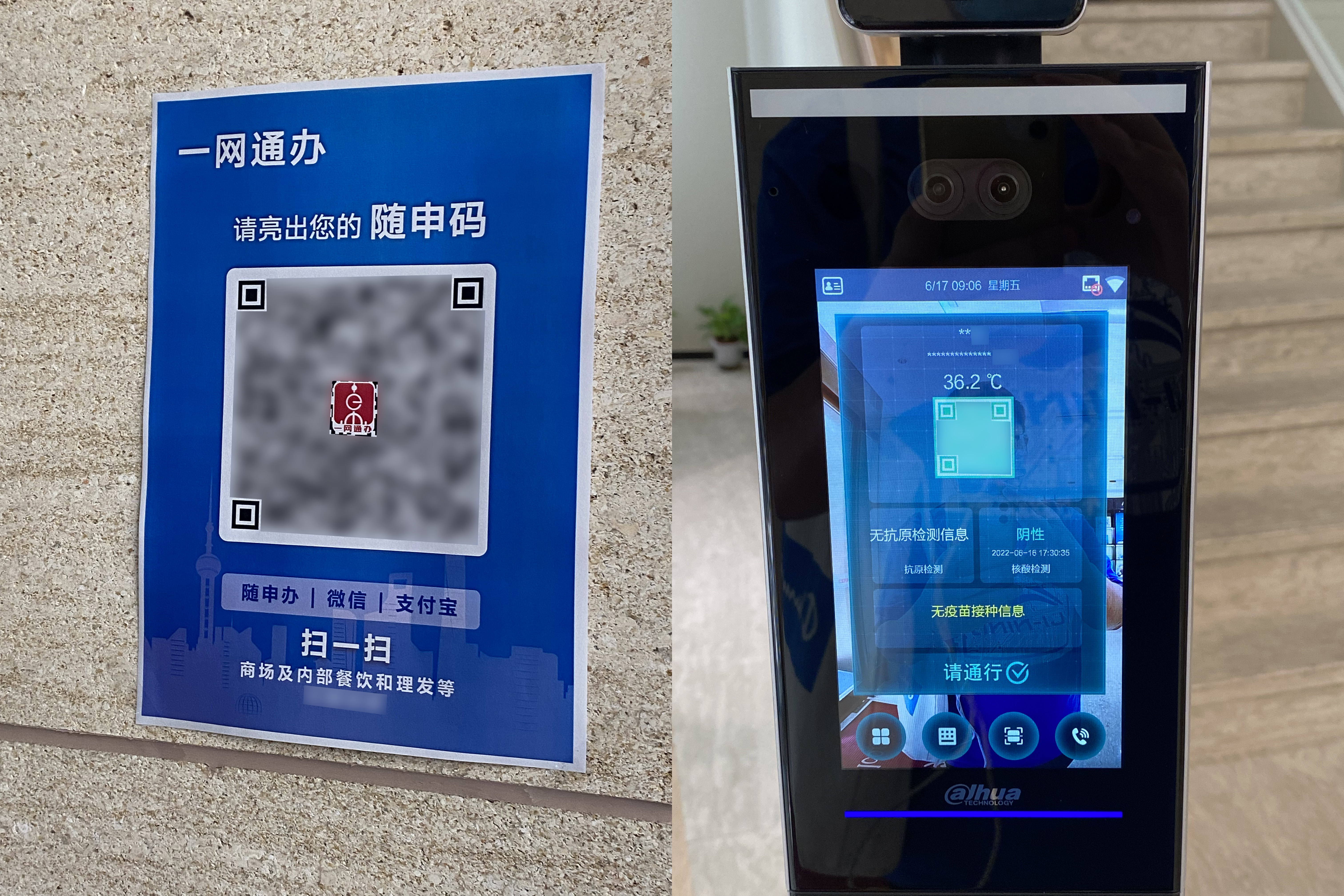
上海在各公共场所部署的场所码（左）与数字哨兵（右）

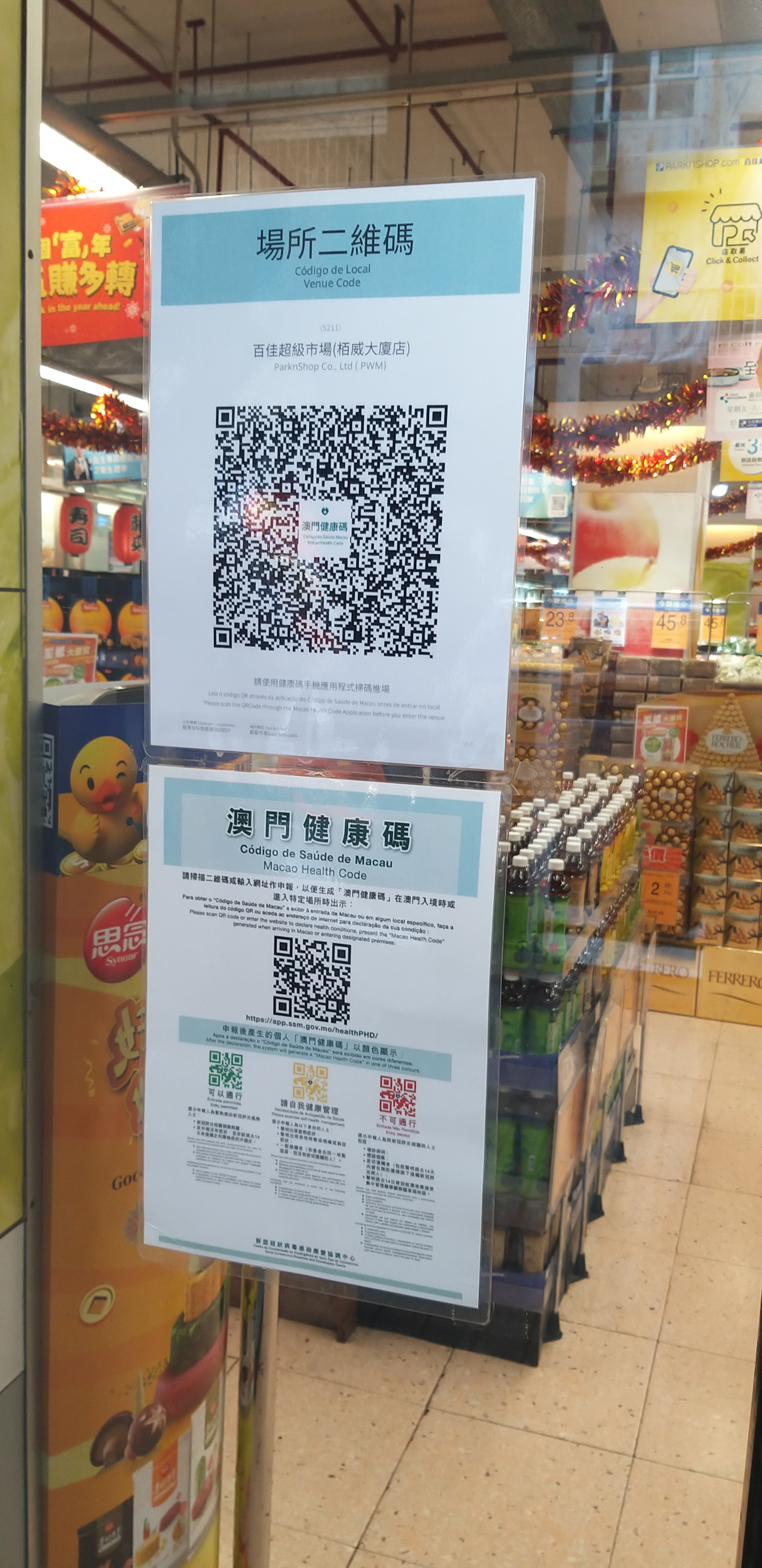
進入特定場所的澳門健康碼「場所二維碼」(在澳門其中一間百佳超級市場分店入口處貼示)

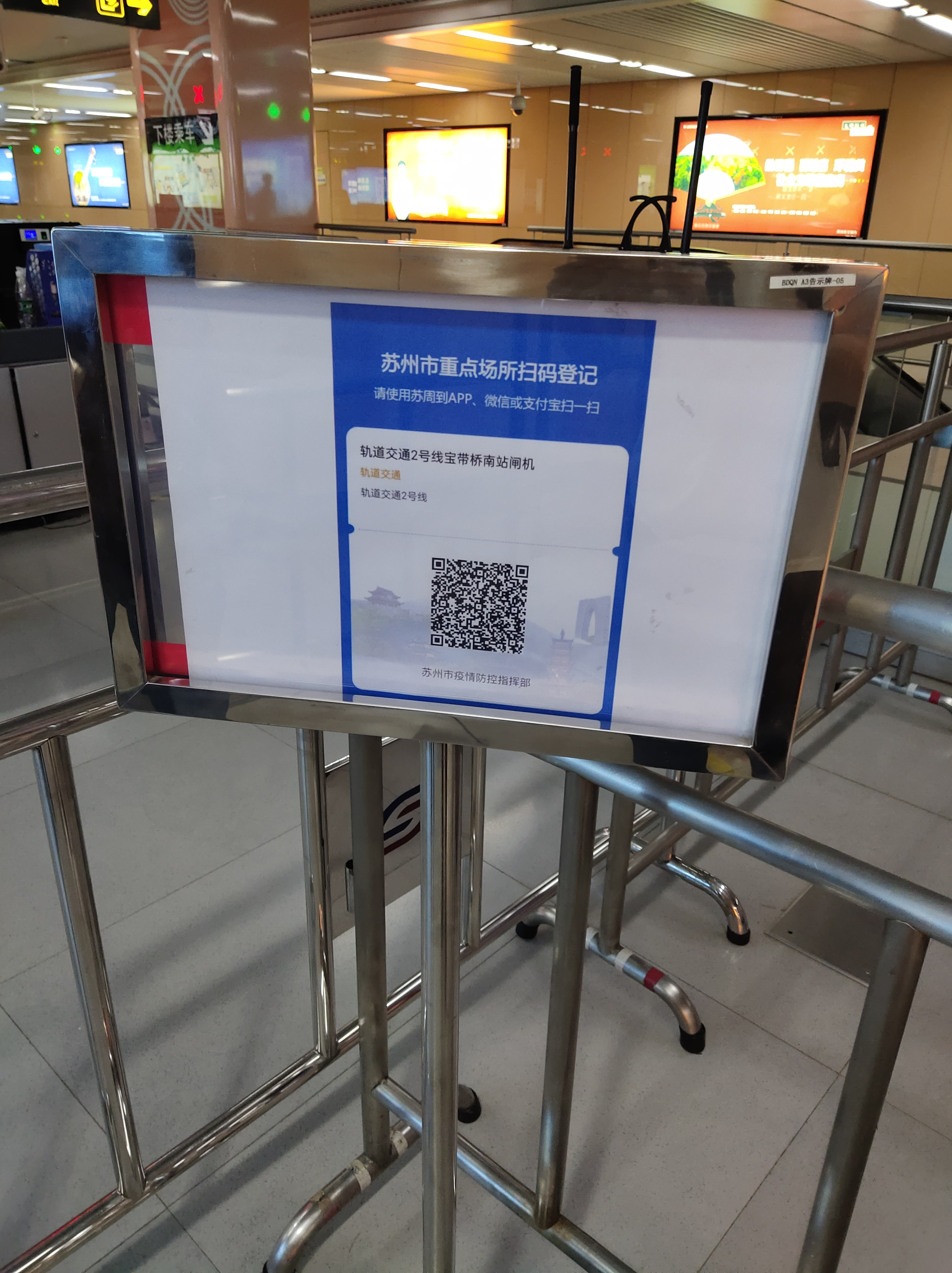
苏州数字门牌（场所码）

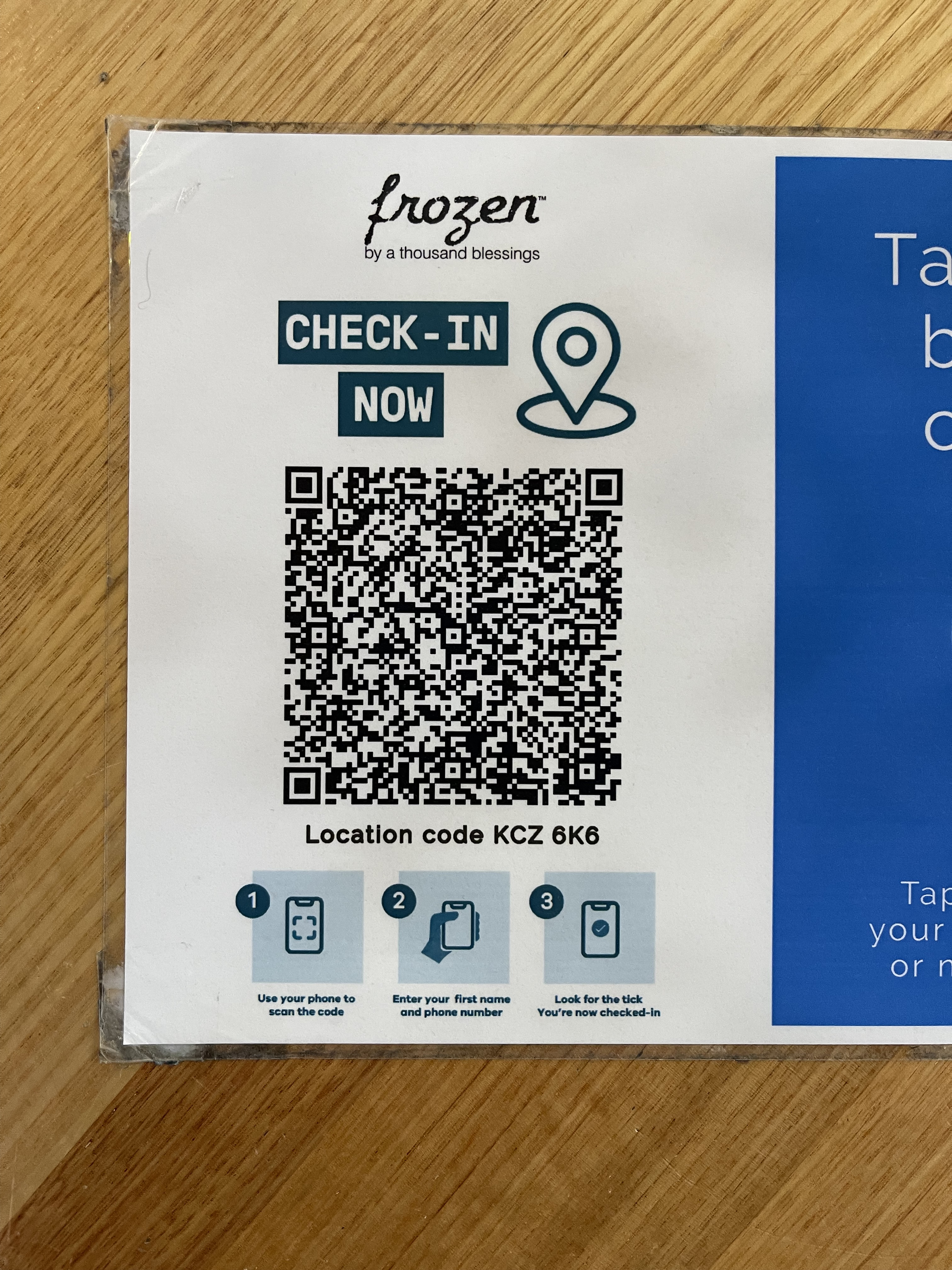
澳大利亚维多利亚州场所码

场所码是人员进入一些场所时需要扫描的一种专用QR碼（二维码），主要用于流行病学调查。中国内地、澳门等地的部分场所在2019冠状病毒病疫情期间使用场所码进行疫情防控工作。

## 运行机制
场所码的运行需要管理者和被管理者共同参与实现。以苏州市为例，场所（单位）管理者需要通过“苏周到”、“微信”等软件进行“数字门牌”的绑定，填写相关信息后打印数字门牌，进而生成自己所在场所的唯一二维码，即场所码，供被管理者扫描；被管理者通过“苏周到”、“微信”等软件扫码、登记个人信息，其后，软件自行进入苏康码、核酸检测等信息的核验。

## 主要作用
通过扫描场所码，系统会对人员进行登记、显示扫码者进入该场所的位置、时间等信息。这样，在局部地区发生疫情的情况下，就可以根据确诊病例或接触者的扫码记录，关联到其他扫描到该“场所码”的人员，便于开展流行病学调查。此外，由于扫描场所码进行登记后就可以实现对健康码的查验，在一定程度上场所码实现了对健康码的“取代”。

## 主要应用场所
商场、超市、医疗机构、校园、餐饮场所、会展场所、汽车站、码头、小区等。